# Theódoros Karáoglou
Theódoros Karáoglou (en grec Θεόδωρος Καράογλου), né en 1960 à Thessalonique en Grèce, est un homme politique grec.

## Biographie
Aux élections législatives grecques de janvier 2015, il est élu député au Parlement grec sur la liste de la Nouvelle Démocratie dans la deuxième circonscription de Thessalonique.